# Palpimanus crudeni
Palpimanus crudeni är en spindelart som beskrevs av Roger de Lessert 1936. Palpimanus crudeni ingår i släktet Palpimanus och familjen Palpimanidae.
Artens utbredningsområde är Moçambique. Inga underarter finns listade i Catalogue of Life.